# Dendronephthya villosa
Dendronephthya villosa is een zachte koraalsoort uit de familie Nephtheidae. De koraalsoort komt uit het geslacht Dendronephthya. Dendronephthya villosa werd in 1905 voor het eerst wetenschappelijk beschreven door Kükenthal. 